# World Wide Telescope
World Wide Telescope ist ein von Microsoft entwickeltes Programm, das den Nachthimmel mit Hilfe von Satellitenbildern darstellt. Es ähnelt dem von Google entwickelten Google Sky. Daneben ist es möglich, ähnlich wie bei Google Earth, Satellitenbilder der Planeten zu betrachten.

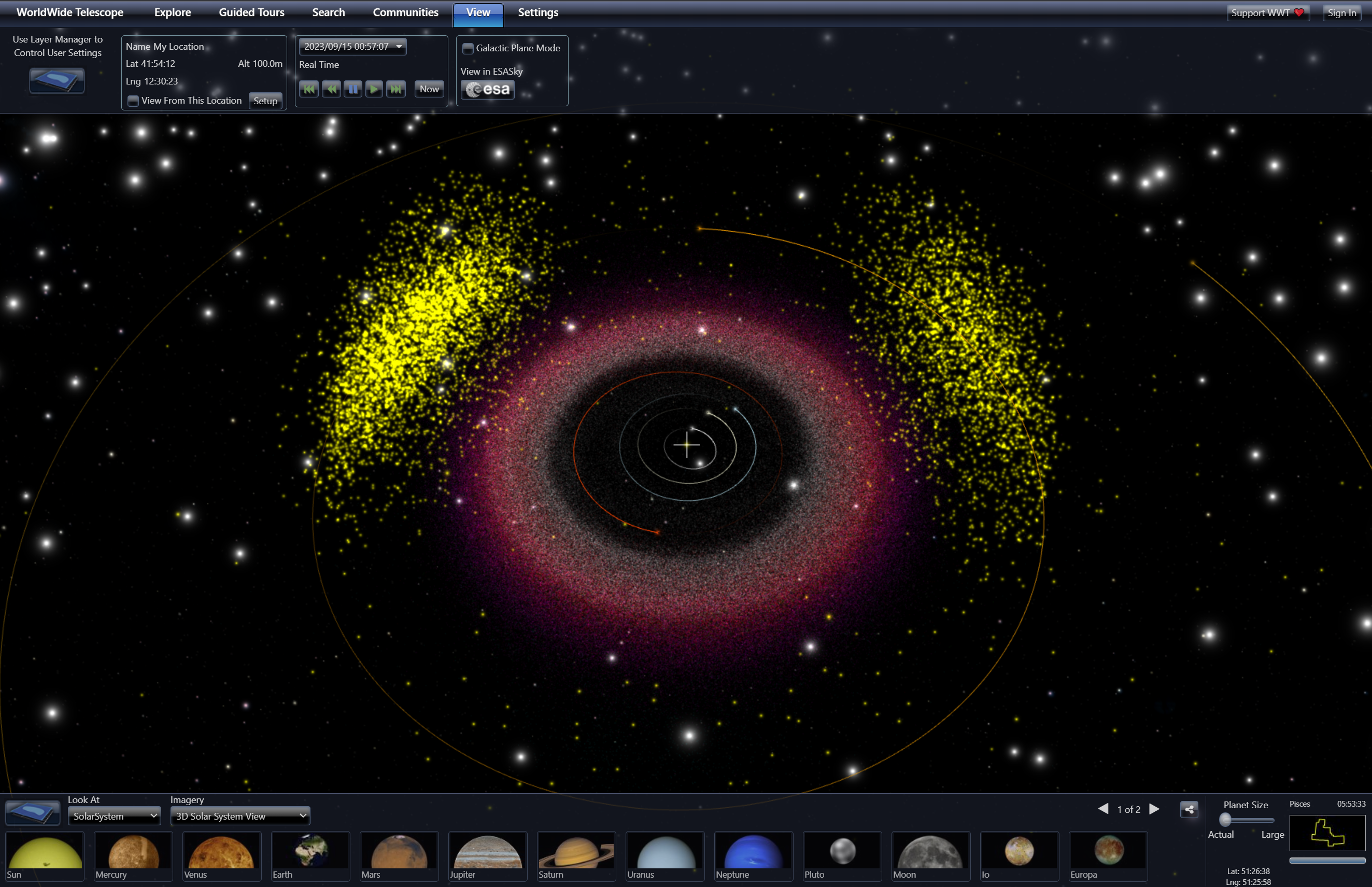
Screenshot von WWT